# Raphael Semmes
Raphael Semmes (27 de septiembre de 1809 - 30 de agosto de 1877) fue un oficial de la Armada de los Estados Unidos desde 1826 hasta 1860 y de la Armada de los Estados Confederados entre 1860 y 1865. 

Durante la Guerra de Secesión fue capitán del ilustre raider (crucero especialista en los asaltos al estilo corsario) CSS Alabama, que tuvo un récord de 65 presas capturadas.
Al final de la guerra fue ascendido a contralmirante y también sirvió brevemente como General de Brigada en el Ejército de los Estados Confederados. El Almirante/General Semmes es el único soldado de América del Norte en ostentar la distinción de rango de las dos filas al mismo tiempo.

## Biografía
Semmes nació en Maryland, y se graduó en la Academia Militar de Charlotte Hall. Estuvo sirviendo en la Armada estadounidense durante la Guerra México-Estados Unidos.
Dirigió el USS Sommers en el golfo de México.
Después de la guerra tuvo una excedencia en la que aprovechó para trabaja como abogado.

### Servicio en la Armada Confederada
Semmes dirigió el mando del CSS Sumter durante seis meses. Tras ese tiempo, se le concedería el mando del probablemente el buque más famoso de los Estados Confederados, el raider CSS Alabama. Con el que consiguió el récord de presas hechas por un solo barco, llegando a la cifra de 65 embarcaciones.